# جامعة أيسلندا
جامعة أيسلندا (بالإنجليزية: University of Iceland) هي جامعة بحث عامة في ريكيافيك، أيسلندا وأكبر مؤسسة للتعليم العالي في البلاد. تأسست في عام 1911م، نمت بشكل متسارع من مدرسة صغيرة من موظفي الخدمة المدنية إلى جامعة شاملة حديثة، وتوفير التعليم لنحو 14000 طالب في 25 كلية. يدرّس فيها العلوم الاجتماعية، العلوم الإنسانية، القانون، الطب، العلوم الطبيعية، الهندسة وتعليم المعلمين. يحتوي على حرم جامعي يتركز حول شارع سورقيت في وسط ريكيافيك، مع مرافق إضافية تقع في المناطق القريبة وكذلك في الريف.

## أقسامها

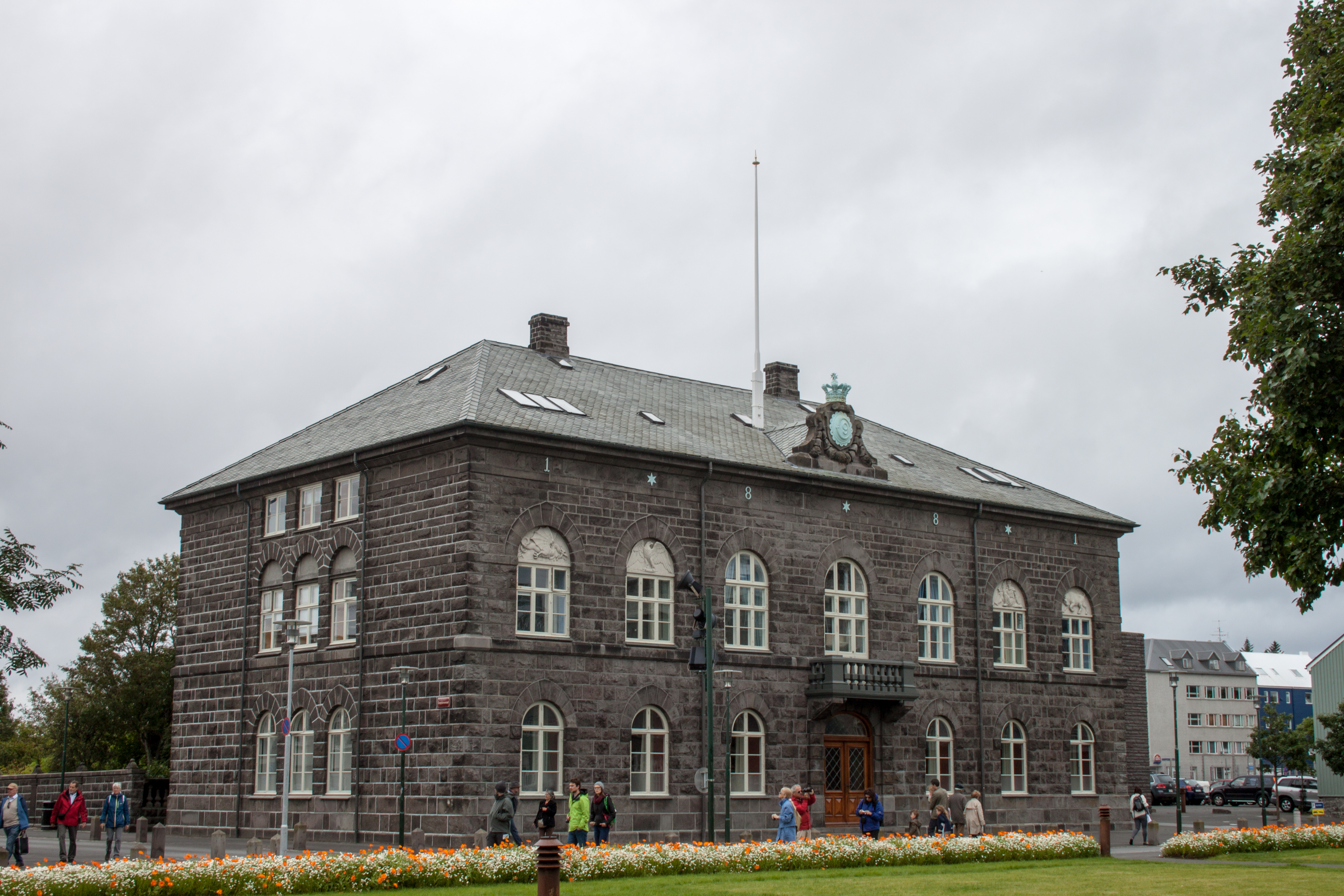
مبنى كانت فيه الجامعة سابقًا

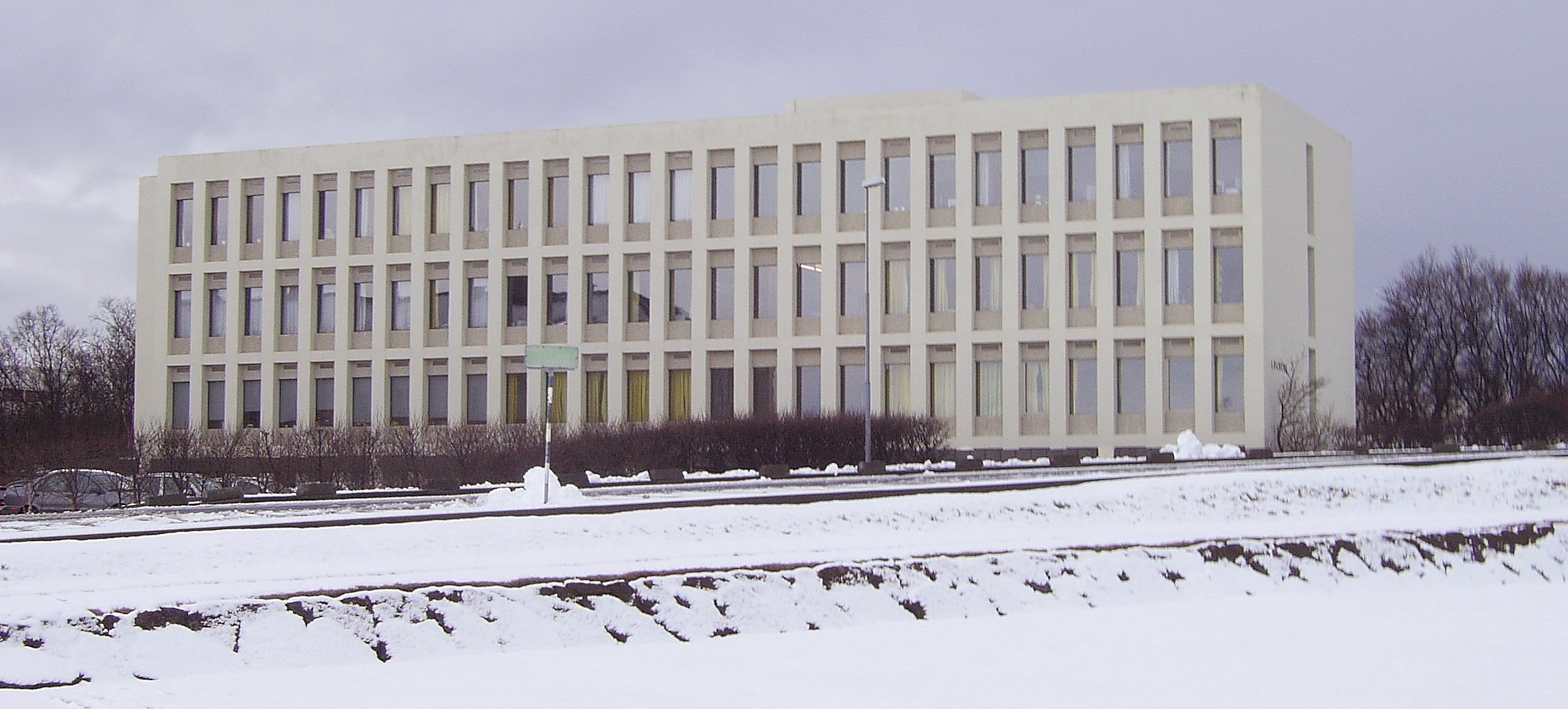
لوبيرج، مقر كلية الحقوق

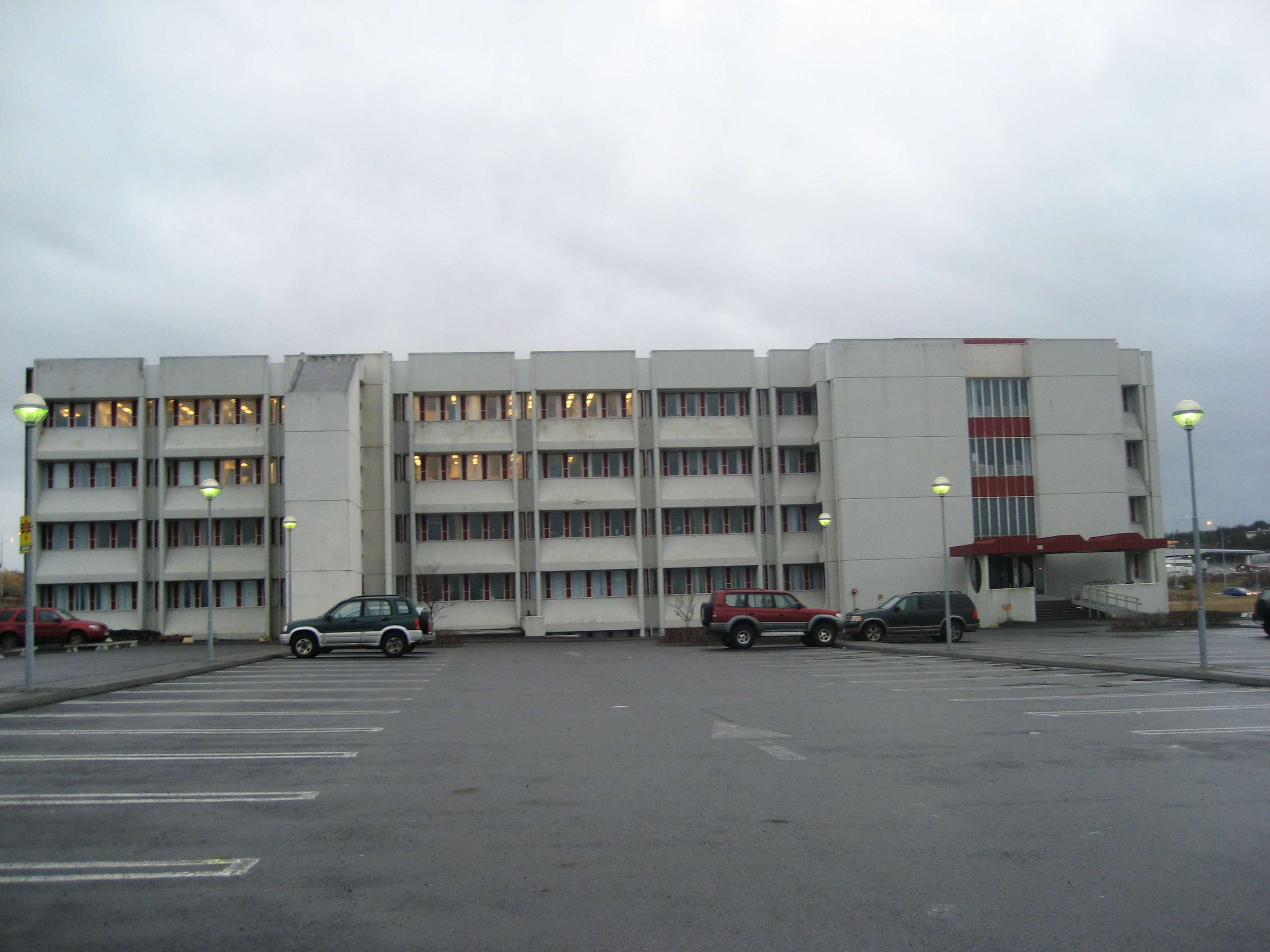
كلية الطب

تتكون الجامعة من المدارس والكليات التالية:

### كلية العلوم الاجتماعية
- كلية إدارة الأعمال
- كلية الاقتصاد
- كلية الحقوق
- كلية العلوم الاجتماعية
- كلية العمل الاجتماعي
- كلية العلوم السياسية

### كلية العلوم الصحية
- كلية الطب
- كلية التمريض
- كلية طب الاسنان
- كلية الصيدلة
- كلية علوم الأغذية والتغذية
- كلية علم النفس

### كلية العلوم الإنسانية
- كلية اللاهوت والدراسات الدينية
- كلية اللغات والأدب واللغويات
- كلية الدراسات الثقافية الايسلندية والمقارنة
- كلية التاريخ والفلسفة

### مدرسة التربية
- كلية الرياضة والدراسات الترفيهية والتربية الاجتماعية
- كلية تعليم المعلمين
- كلية الدراسات التربوية

### كلية الهندسة والعلوم الطبيعية
- كلية الصناعة والهندسة الميكانيكية وعلوم الكمبيوتر
- كلية علوم الأرض
- كلية الحياة وعلوم البيئة
- كلية الهندسة الكهربائية وهندسة الحاسبات
- كلية العلوم الفيزيائية
- كلية الهندسة المدنية والبيئية

### المعاهد
هناك أكثر من ستين معهدًا للبحث وسبع محطات بحث ريفية تديرها الجامعة. بعض من أبرز:
- معهد الدراسات الأيسلندية
- معهد علوم الأرض (يشمل مركز الشمال البركاني)
- معهد بحوث العلوم الاجتماعية
- معهد اللغات الأجنبية

### التصنيف العالمي
في عام 2011 شملت مجلة تايمز للتعليم العالي جامعة أيسلندا لأول مرة، ووضعتها في الفرقة 276-300 على مستوى العالم. في العام التالي ارتفع إلى النطاق 251-275 في نفس القائمة. حاليًا، صنفت التايمز الجامعة بين 201-250 الأفضل في العالم. وضعتها النسخة 2017 من التصنيف الأكاديمي لجامعات العالم في نطاق 401-500 على مستوى العالم.

## أعضاء هيئة التدريس البارزون

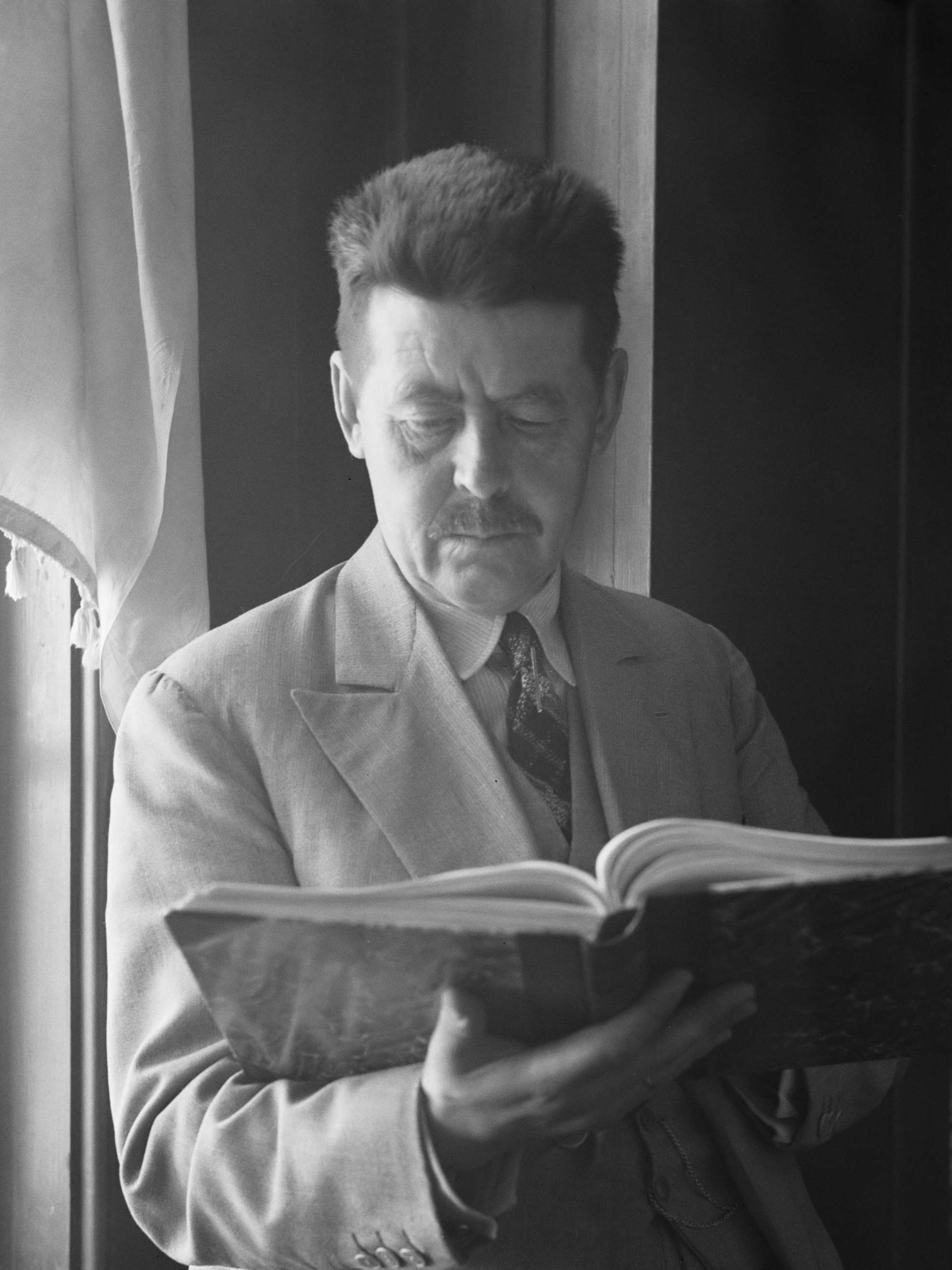
غويموندور فينبوغاسون أحد أوائل علماء النفس الأيسلنديين

### حالي
- برينهيلد دافيدسدوتير (خبير اقتصادي بيئي)
- هانز أولمستين جيسورارسون (عالم سياسي)
- سوني أجانقرسون (عالم الكمبيوتر)
- تراوستي فالسون (مهندس)
- فيلهمور أرينسون (الفيلسوف)
- أورفالدور جيلفاسون (خبير اقتصادي)
- أور وايتهيد (مؤرخ)
- جيسلي بالسون (عالم أنثروبولوجيا)

### سابق
- إرليندور هارالدسون (عالم اجتماعي)
- غويموندور فينبوغاسون (كاتب، معلم)
- جودني يوهانسون رئيس أيسلندا
- هالدور أسغريمسون (محاضر، 1973-1975)
- أولافور راغنار غريمسون (عالم سياسي، رئيس أيسلندا السابق)
- بال سكالاسون (فيلسوف، 1945-2015)
- سيغور نوردال (عالم أدب في العصور الوسطى)

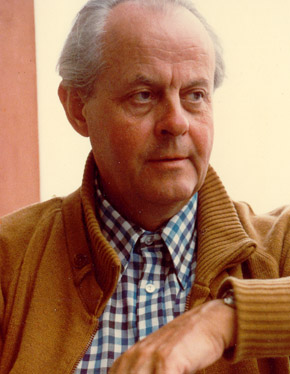
اينار بالسون، كاتب

- سيغور أورارنسون (جيولوجي)
- أورستين جيلفاسون (فيلسوف)

## خريجون بارزون
- أرنالدور إندرياسون (كاتب)
- أرديس شورارنسدوتير (كاتب)
- أسجير أسجرسون (سياسي)
- بيورن بجارنسون (سياسي)
- دافيس أودسون (سياسي)
- إيلين هيرست (مذيع الأخبار)
- اينار بالسون (أدب)
- اينار مار غوموندسون (كاتبة)
- فريريك سوفوسون (سياسي)
- غويموندور فينبوغاسون (كاتب، معلم)
- هريكار مار سيغورسون (رجل أعمال)
- كاري ستيفانسون (عالم)
- كريستين شتايندوتير (كاتبة)
- كريستين مارجا بالدرسدوتير (كاتبة)
- ماغنوس سكيفينغ (ممثل)
- سيجورجون سيجفاتسون (منتج أفلام)
- سولفيج بيتسدوتير (سياسي)

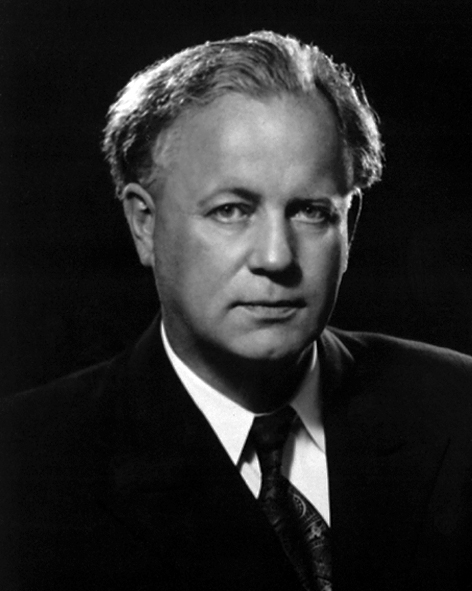
أسجير أسجرسون، الرئيس الثاني لأيسلندا

- ستيفان جون هافشتاين (كاتب ورجل دولة)
- ثور سيجفوسون (رجل أعمال)
- فيجديس غريمسدوتير (كاتب)
- دارين الدارين (كاتبة)
- أورور هيلغاسون (كاتب وتربوي)
- أوسور سكارفينسون (سياسي)

## روابط خارجية
- (بالآيسلندية) الموقع الرسمي
- (بالإنجليزية) الموقع الرسمي